# Фелаверджан
Фелаверджа́н (перс. فلاورجان‎) — город в центральном Иране, в провинции Исфахан. Административный центр шахрестана Фелаверджан.

## География
Город находится в юго-западной части Исфахана, в гористой местности восточного Загроса, на левом берегу реки Заянде. Абсолютная высота — 1612 метров над уровнем моря.
Фелаверджан расположен на расстоянии приблизительно 10 километров к юго-западу от Исфахана, административного центра провинции и на расстоянии 340 километров к югу от Тегерана, столицы страны. Ближайший гражданский аэропорт расположен в городе Исфахан.

## Население
По данным переписи, на 2006 год население составляло 37 740 человек.
| 1986   | 1991   | 1996   | 2006   | 2012   |
| ------ | ------ | ------ | ------ | ------ |
| 25 994 | 30 383 | 36 520 | 37 740 | 39 187 |